# Melanoplus bivittatus
Châu chấu hai sọc (Melanoplus bivittatus) là một loài châu chấu thuộc chi Melanoplus. Nó được coi là một loài dịch hại cho Mỹ và Canada.
Một cặp sọc màu vàng nhạt chạy dọc theo phía trên của cơ thể nó từ trên đôi mắt đến đầu sau của đôi cánh của nó.